# جيم اندروز
جيم اندروز (بالإنجليزية: Jim Andrews)‏ هو لاعب كرة قاعدة أمريكي، ولد في 5 يونيو 1865 في شيلبورن فولز في الولايات المتحدة، وتوفي في 27 ديسمبر 1907 في شيكاغو في الولايات المتحدة.

## وصلات خارجية
- جيم اندروز على موقعبيزبول رفرنس.كوم (الدوري الرئيسي) (الإنجليزية)
- جيم اندروز على موقع مشجعي الرسوم البيانية (الإنجليزية)